# Амід срібла
Амід срібла — неорганічна сполука, 
похідна аміаку з формулою AgNH2,
біла речовина,
нестійка, розкладається з вибухом при висушуванні.

## Добування
- Реакція аміду калію та нітрату срібла у рідкому аміаку:

{\displaystyle {\mathsf {AgNO_{3}+KNH_{2}\ {\xrightarrow {}}\ AgNH_{2}+KNO_{3}}}}
- Упарювання аміачного розчину оксиду срібла в присутності концентрованої сульфатної кислоти:

{\displaystyle {\mathsf {[Ag(NH_{3})_{2}]OH\ {\xrightarrow {}}\ AgNH_{2}+NH_{4}OH}}}

## Фізичні властивості
Амід срібла утворює нестійку білу речовину, чутливу до дії світла, розкладається з вибухом при висушуванні.
Розчиняється в рідкому аміаку.